# گنبیتسه (شهرستان چارنکوو-تژچیانکا)
گنبیتسه (به لاتین: Gębice) یک روستا در لهستان است که در گمینا چارنکوو واقع شده‌است.